# Alfred Paulsen
Alfred Paulsen (Christiania, 9 november 1849 – Chicago, 4 augustus 1936) was een Noors componist, dirigent en organist.

## Achtergrond
Bartol(d) Alfred Paulsen werd als eerste kind geboren binnen het gezin van koopman Johan Petter Paulsen (1820-1887) en Haagine Olsen (1822-14 december 1918)). Zijn broers zijn de schaatsenrijders Axel Rudolf Paulsen (1855-1938) en Edvin Paulsen. Alfred Paulsen huwde twee maal. Zijn eerste vrouw was Antonie Jülich uit Leipzig. Zijn tweede vrouw was Anna Marie Riiser (1868-Chicago 1928) met wie hij vier kinderen kreeg. Alfred Paulsen was in het bezit van de Orde van Sint-Olaf.

## Muziek
Paulsen kreeg zijn pianolessen van Edvard Grieg, Otto Winter-Hjelm en compositie en orgel van Ludvig Mathias Lindeman. Hij studeerde verder aan het Conservatorium in Leipzig bij E.F. Richter, Oscar Paul en Judassohn. Hij was vaste organist van de Jakob kirke in Oslo en gaf ook muzieklessen. Hij emigreerde (zoals veel Noren) in 1888 naar de Verenigde Staten en werd organist van de St Paul’s Norwegian Lutheran Church in Chicago. Vanaf 1895 was hij werkzaam was hij koordirigent van Bethania aldaar.
Zijn composities zijn veelal voor koor, zoals te verwachten is. De bekendste daarvan (althans in Noorwegen) zijn Når fjordene blåner (1907, ook bekend in de VS) en Norge, mitt Norge (1911). Verder van zijn hand zijn enige werken voor orgel en piano, doch die verschenen voor zijn emigratie. Hij schreef onder de pseudoniemen Leon Lambert en Clarelius.

### Werken
Door zijn heen en weer gereis is veel van zijn werk verloren gegaan:
- opus 1: Impromptu voor piano, uitgegeven Warmuth Musikforlag (1881)
- opus 2: Marsch caracteristique, uitgegeven Warmuth Musikforlag onder aanbeveling van Theodor Kullak (1881[3])
- opus 3: Scherzo voor piano
- opus 4: Marche solennelle voor piano vierhandig, verschenen bij muziekuitgeverij Brodrene Hals
- opus 18: Romance sans paroles, uitgegeven door Petter Håkonsen, onder pseudoniem Léon Lambert, voor viool of cello met piano
- opus 19: Slædefart, sur la neige, grand galop, uitgegeven door Petter Håkonsen, onder pseudoniem Léon Lambert
- opus 20: Norske folkemelodier
- opus 21: Polka de salon, onder pseudoniem Léon Lambert
- Feestmars voor piano (onder pseudoniem Clarelius), ter gelegenheid van het huwelijk van Oscar Bernadotte en Ebba van Fulkila Munck (1888), uitgegeven door Warmuth Musikforlag
- Når fjordene blåner (Als de fjorden blauw worden), uitgevoerd tijdens festiviteiten Oslo, 1914 (Landssangerfesten), waar hij een staande ovatie kreeg voor dit werk; tekst is van John Paulsen (geen familie)
- Norge, mit Norge, op tekst van Theodor Caspari
- Nooronamål (idem)
- Sangen har lysning (idem)
- Danse caracteristique, Capriccietto en Imps at play (voor piano, uitgegeven in de VS, 1915)
- Thou art, O God, the life and light (1927, op tekst van Thomas Moore)
- Ulabrand
- Snorre (voor baritonsolo, gemengd koor en orkest
- Barndomsminne fra Nordland
- 20 lette preludier for orgel eller harmonium (uitgegeven bij Warmuth Musikforlag)
- 10 lette fantasier over norske folkemelodier (1896)
- Twilight hours voor orgel

- Bibsys: 98001018
- International Standard Name Identifier: 0000 0003 6394 5223
- Library of Congress Control Number: no2014102895
- MusicBrainz: 6a66b0c7-b6b9-4dab-bfa6-e3e5f3041492
- Virtual International Authority File: 309857534
- WorldCat: E39PBJrmf6M4Xdk8kbv48kQH4q